# Melda Akbaş
Melda Akbaş (* 23. April 1991 in Berlin) ist eine deutsch-türkische Buchautorin.
Melda Akbaş ist die Tochter türkischer Eltern und ist in Berlin aufgewachsen. Akbaş war stellvertretende Schulsprecherin und im Bezirksschülerausschuss tätig. 2010 schloss sie ihre Schulausbildung mit dem Abitur an der Robert-Koch-Oberschule in Berlin-Kreuzberg ab. Schon zu dieser Zeit arbeitete sie für die Türkische Gemeinde in Deutschland. Ihr Projekt l.o.s. – let’s organize somethin’ erhielt 2009 eine Auszeichnung von der Deutschen Bank und der Initiative Deutschland – Land der Ideen.
Mit ihrem noch als Schülerin begonnenen Buch: „So wie ich will“. Mein Leben zwischen Moschee und Minirock erlangte sie 2010 die Aufmerksamkeit deutscher und türkischer Medien. So war sie u. a. im September 2010 neben Ulrich Wickert auch Talkgast bei Markus Lanz und Anne Will.
Sie lebt in Hamburg.

## Werke
- So wie ich will. Mein Leben zwischen Moschee und Minirock. 4. Auflage, Bertelsmann, München 2010, ISBN 978-3-570-10043-1.
- Warum fragt uns denn keiner? Was in der Schule falsch läuft. 1. Auflage, Bertelsmann, München 2013, ISBN 978-3-570-10093-6.